# Martinus Stenius
Martinus Olai Stenius, född 1574 och död 1644, var en svensk professor i Uppsala.
Stenius skrevs in vid universitet i Helmstädt 1598. Sedan Johannes Olai Anthelius avsagt sig tjänsten utsågs Stenius 1605 till professor i astronomi vid Uppsala universitet, men råkade i konflikt med kungen och suspenderades åren 1609-1610, då Sigfridus Aronus Forsius hade professuren. Stenius återinsattes på ämbetet 1611.
Han är bland annat känd för sin avhandling från 1611 där han avfärdar astrologins möjligheter att spå kommande händelser. Han råkade även i konflikt med Johannes Bureus sedan han föreslagit att gamla Uppsala skulle ha legat vid Uppsala högar. När han 1644 avled efterträddes han som professor av sin son Olaus Stenius.
Martinus Stenius var gift med Kristina Lenaea, en syster till ärkebiskop Johannes Canuti Lenaeus.